# باندولف الرأس الحديدي

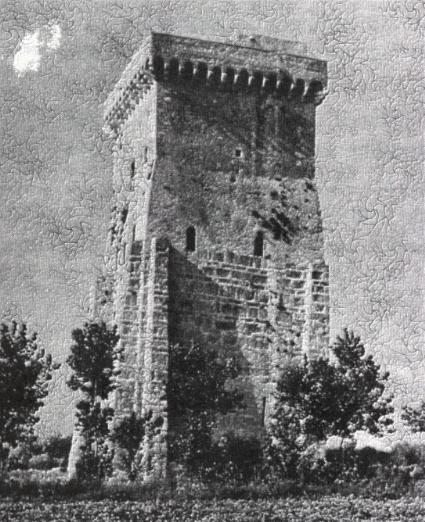
برج باندولف على نهر نهر غرليان

باندولف الأول الرأس الحديدية (توفي مارس 981) كان أمير بينيفينتو وكابوا من 943 (أو 944) وحتى وفاته. أصبح دوق سبوليتو وكاميرينو في 967 وأصبح أمير ساليرنو في 977 أو 978. كان نبيلًا من أعلام الحرب اللومبارد ضد البيزنطيين والمسلمين للسيطرة على جنوب إيطاليا في القرون التالية لسقوط السلطتين اللومباردية والكارولينجية في شبه الجزيرة الإيطالية.